# 毎日乳業
毎日乳業（まいにちにゅうぎょう - 매일유업、　英記:Maeil Dairies Co., Ltd.）は、大韓民国の乳業会社。1969年創業。牛乳、乳飲料、粉ミルク等の製造を行うほか、外国製のビールや冷凍カレーなどの販売も手がけており、ソウル牛乳協同組合（Seoul）、南陽乳業（Namyang）とならび大手3社の一角を占める。日本酪農協同の商標である毎日牛乳とは何ら関係はない。

## 年表
- 1969年 創業。
- 2007年、ベトナムへ進出。
- 2010年11月、韓国国内で、日本のサッポロホールディングスとの間でサッポロビール販売事業に関する業務提携を締結[2]。
- 2011年、牛乳からホルマリンが検出される。原因は、汚染された飼料を使用したことが原因。
- 2012年9月、100％放射能安全管理・安心キャンペーンの実施を宣言。粉ミルクに日本産の原材料を使用しないことを発表[3]。
- 2012年11月、中国向けに輸出された牛乳から黄色ブドウ球菌が検出。廃棄処分となった[4]。